# Міністр закордонних справ Ірану
Міністр закордонних справ Ірану є очільником Міністерства закордонних справ Ірану та членом Кабміну.

## Список міністрів закордонних справ з 1979 року
| N    | Міністр                 | Зображення | Термін      | Політична партія                 |
| ---- | ----------------------- | ---------- | ----------- | -------------------------------- |
| 1    | Карім Санджябі          |            | (1979—1979) | Національний фронт Ірану         |
| в.о. | Мехді Базарган          |            | (1979—1979) | Визвольний рух Ірану             |
| 2    | Ібрагім Язді            |            | (1979—1979) | Визвольний рух Ірану             |
| в.о. | Абольхасан Банісадр     |            | (1979—1979) | Незалежний політик               |
| 3    | Садек Готбзаде          |            | (1979—1980) | Незалежний політик               |
| в.о. | Карім Ходапанагі        |            | (1980—1981) | Визвольний рух Ірану             |
| в.о. | Мохаммад Алі Раджаї     |            | (1981—1981) | Ісламська республіканська партія |
| 4    | Мір-Хоссейн Мусаві      |            | (1981—1981) | Ісламська республіканська партія |
| 5    | Алі Акбар Велаяті       |            | (1981—1997) | Ісламська республіканська партія |
| 6    | Камал Харазі            |            | (1997—2005) | Визвольний рух Ірану             |
| 7    | Манучехр Моттакі        |            | (2005—2010) | Ісламська республіканська партія |
| в.о. | Алі Акбар Салехі        |            | (2010—2011) | Ісламська республіканська партія |
| 8    | Алі Акбар Салехі        |            | (2011—2013) | Незалежний політик               |
| 9    | Мохаммад Джавад Заріф   |            | (2013—2021) | Незалежний політик               |
| 10   | Хусейн-Амір Абдуллахіан |            | (2021—2024) | Незалежний політик               |